# Je t'aime 2013
Je t'aime 2013 è una compilation formata da due CD di 18 brani ognuno pubblicata il 29 gennaio 2013 per la Universal Records. In un disco sono inseriti tutti brani in lingua italiana, mentre nell'altro sono inseriti brani in lingua straniera.

## Tracce

### CD 1
1. Jovanotti – A te – 4:24 (Jovanotti e Michele Canova Iorfida)
2. Eros Ramazzotti – Un angelo disteso al sole – 3:23 (Eros Ramazzotti, Luca Chiaravalli e Saverio Grandi)
3. Tiziano Ferro – L'ultima notte al mondo – 3:52 (Tiziano Ferro)
4. Modà – Come un pittore – 3:53 (Francesco Silvestre)
5. Emma – Io son per te l'amore – 3:45 (Francesco Silvestre)
6. Vasco Rossi – Rewind – 3:57 (Vasco Rossi e Gaetano Curreri)
7. Cesare Cremonini – Una come te – 4:16 (Cesare Cremonini)
8. Dolcenera – Ci vediamo a casa – 3:59 (Dolcenera)
9. Alessandra Amoroso – Estranei a partire da ieri – 4:03 (Federica Camba e Daniele Coro)
10. Negramaro – Meraviglioso – 3:57 (Giuliano Sangiorgi)
11. Marlene Kuntz – La canzone che scrivo per te – 4:07 (Cristiano Godano)
12. Noemi – Vuoto a perdere – 4:02 (Vasco Rossi e Gaetano Curreri)
13. Pino Daniele – Sara non piangere – 4:29 (Pino Daniele)
14. Negrita – Un giorno di ordinaria magia – 4:41 (Negrita)
15. Francesca Michielin – Distratto – 4:12 (testo: Roberto Casalino – musica: Elisa Toffoli)
16. Il Cile – Cemento armato – 3:38 (Cilembrini, Presentini)
17. Articolo 31 – F**k You – 4:13 (J-Ax)
18. Emis Killa – Parole di ghiaccio – 3:48 (Emis Killa)

Durata totale: 72:39

### CD 2
1. Rihanna – Diamonds – 3:44
2. Robbie Williams – Different – 4:52
3. The Lumineers – Ho Hey – 2:41
4. Gotye – Somebody That I Used to Know – 4:05
5. Frank Ocean – Thinkin Bout You – 3:21
6. Amy Winehouse – You Know I'm No Good – 4:16
7. Rebecca Ferguson – Nothing's Real But Love – 2:52
8. Coldplay – Fix You – 4:54
9. Norah Jones – Sunrise – 3:19
10. Drake – Take Care (feat. Rihanna) – 4:37
11. Justin Bieber – As Long as You Love Me (feat. Big Sean) – 3:49
12. Leona Lewis – Collide (feat. Avicii) – 3:58
13. Keane – Silenced By The Night – 3:15
14. Lady Antebellum – Need You Now – 3:54
15. Lana Del Rey – Blue Jeans – 3:30
16. Tribalistas – Já sei namorar – 3:16
17. Gabrielle Aplin – The Power of Love – 4:05
18. Swedish House Mafia – Don't You Worry Child (feat. John Martin) – 4:16

Durata totale: 68:44
Durata totale: 2 h : 21 min : 23 s

## Successo commerciale
La compilation debutta alla 4ª posizione della classifica FIMI.

## Classifica italiana
| Classifica | Posizione più alta |
| ---------- | ------------------ |
| FIMI       | 4                  |